# Mayhoola for Investments
Mayhoola for Investments (kurz: Mayhoola) ist eine Beteiligungsgesellschaft, die mit der Familie des Emirs von Katar in Zusammenhang gebracht wird. Das Investment-Vehikel wird von Doha aus verwaltet und investiert hauptsächlich in große Luxusgüterproduzenten.
Zu den Beteiligungen gehören Balmain (Übernahme 2016 für 563 Millionen Dollar), Valentino (Übernahme 2012 für 858 Millionen Dollar) und Pal Zileri (Übernahme von 65 % für rund 145 Millionen Dollar). Der Name „Mayhoola“ bedeutet „unbekannt“ und spielt auf die restriktive Informationspolitik der jungen Gesellschaft an. Die offizielle Website von Mayhoola beinhaltet ausschließlich Kontaktadressen und liefert keine weiteren Informationen über das Unternehmen. Die Übernahme von französischen und italienischen traditionsreichen Modemarken durch einen außereuropäischen Investor wurde insbesondere in diesen Ländern kontrovers diskutiert.